# Filipe de Sousa Miranda
Felippe de Souza Miranda (Curitiba, 11 de novembro de 1892 — Curitiba, 14 de agosto de 1976) foi um médico, advogado, farmacêutico, agrônomo, professor e policial militar do Paraná.

## Biografia
Filho de Tristão Antônio de Miranda e Maria Josefina de Sousa Miranda. De origem humilde, trabalhou desde criança como vendedor de jornais. Em 24 de dezembro de 1907, aos quinze anos de idade, assentou praça no Regimento de Segurança, atual Polícia Militar do Paraná; tendo participado da Guerra do Contestado e da Revolução de 1932.
Em 1916 se formou em Agronomia, classificando-se em primeiro lugar. Em 1922 concluiu o Curso de Ciências Jurídicas e Sociais, e obteve doutorado em Medicina. E em 1924 se formou em Farmácia.
Cursou também Odontologia, mas não chegou a concluir o curso, pois foi designado Prefeito de Foz do Iguaçu.
Lecionou na Escola Prática de Comércio Avalfred, e foi professor e diretor da Escola Técnica do Colégio Novo Ateneu. E em 1950 assumiu a cátedra de Medicina Legal na Faculdade de Direito de Curitiba.
Foi ainda Delegado de Polícia e chefe do Hospital Miguel Costa de Jaguariaíva.
Apesar de seu doutoramento em medicina, optou por permanecer como combatente nas fileiras da PMPR.
Promoções militares
- Segundo-tenente em 23 de abril de 1918;
- Primeiro-tenente em junho de 1925;
- Capitão em abril de 1930;
- Major em julho de 1935;
- Tenente-coronel em março de 1950;
- Coronel em 5 de outubro de 1960.

Teve ativa participação na instrução da tropa, atuando como instrutor e diretor da Escola Regimental  da Corporação.
Foi instrutor de língua portuguesa, inquérito policial militar e medicina legal do Centro de Formação e Aperfeiçoamento (CFA), atual Academia Policial Militar do Guatupê. Em 1959, ao ser criado o Ginásio da Polícia Militar do Paraná, atual CPM/PMPR, foi designado como professor de latim e primeiro diretor desse estabelecimento de ensino.
Faleceu em 14 de agosto de 1976, e em 1981 seu nome foi oficializado como patrono do Colégio da Polícia Militar do Paraná.